# PGC 73235
LEDA/PGC 73235 ist eine Spiralgalaxie im Sternbild Pegasus am Nordsternhimmel. Sie ist schätzungsweise 532 Millionen Lichtjahre von der Milchstraße entfernt und hat einen Durchmesser von etwa 110.000 Lichtjahren. Vom Sonnensystem aus entfernt sich das Objekt mit einer errechneten Radialgeschwindigkeit von näherungsweise 11.700 Kilometern pro Sekunde.

## Galaktisches Umfeld
| Nr. | Galaxie          | Alternativname          | Rek          | Dek          | Distanz/asec |
| --- | ---------------- | ----------------------- | ------------ | ------------ | ------------ |
| →   | LEDA/PGC 73235   | 2MASX J00053610+2733280 | 00h05m36.12s | +27d33m27.7s | 0            |
| 1   | LEDA/PGC 73233   | 2MASX J00053083+2738069 | 00h05m30.83s | +27d38m07.4s | 288.41       |
| 2   | LEDA/PGC 1809567 | 2MASX J00052168+2729099 | 00h05m21.68s | +27d29m09.9s | 321.69       |
| 3   | LEDA/PGC 1809668 | NSA 170111              | 00h05m15.30s | +27d29m23.0s | 370.08       |
| 4   | LEDA/PGC 1813286 | 2MASX J00050876+2736567 | 00h05m08.79s | +27d36m57.0s | 418.41       |
| 5   | LEDA/PGC 415     | UGC 40                  | 00h05m48.41s | +27d26m57.9s | 422.56       |
| 6   | LEDA/PGC 1813139 | 2MASX J00060698+2736381 | 00h06m06.99s | +27d36m38.3s | 450.40       |
| 7   | LEDA/PGC 453     | 2MASX J00060538+2743551 | 00h06m05.39s | +27d43m55.0s | 738.26       |
| 8   | LEDA/PGC 1813988 | 2MASX J00063413+2738284 | 00h06m34.13s | +27d38m28.7s | 827.69       |
| 9   | LEDA/PGC 446     | NSA 170051              | 00h06m02.57s | +27d20m50.9s | 833.31       |
| 10  | LEDA/PGC 1806151 | 2MASX J00044122+2722319 | 00h04m41.24s | +27d22m32.0s | 982.61       |